# Yamaha KT100
Chronologie des modèles

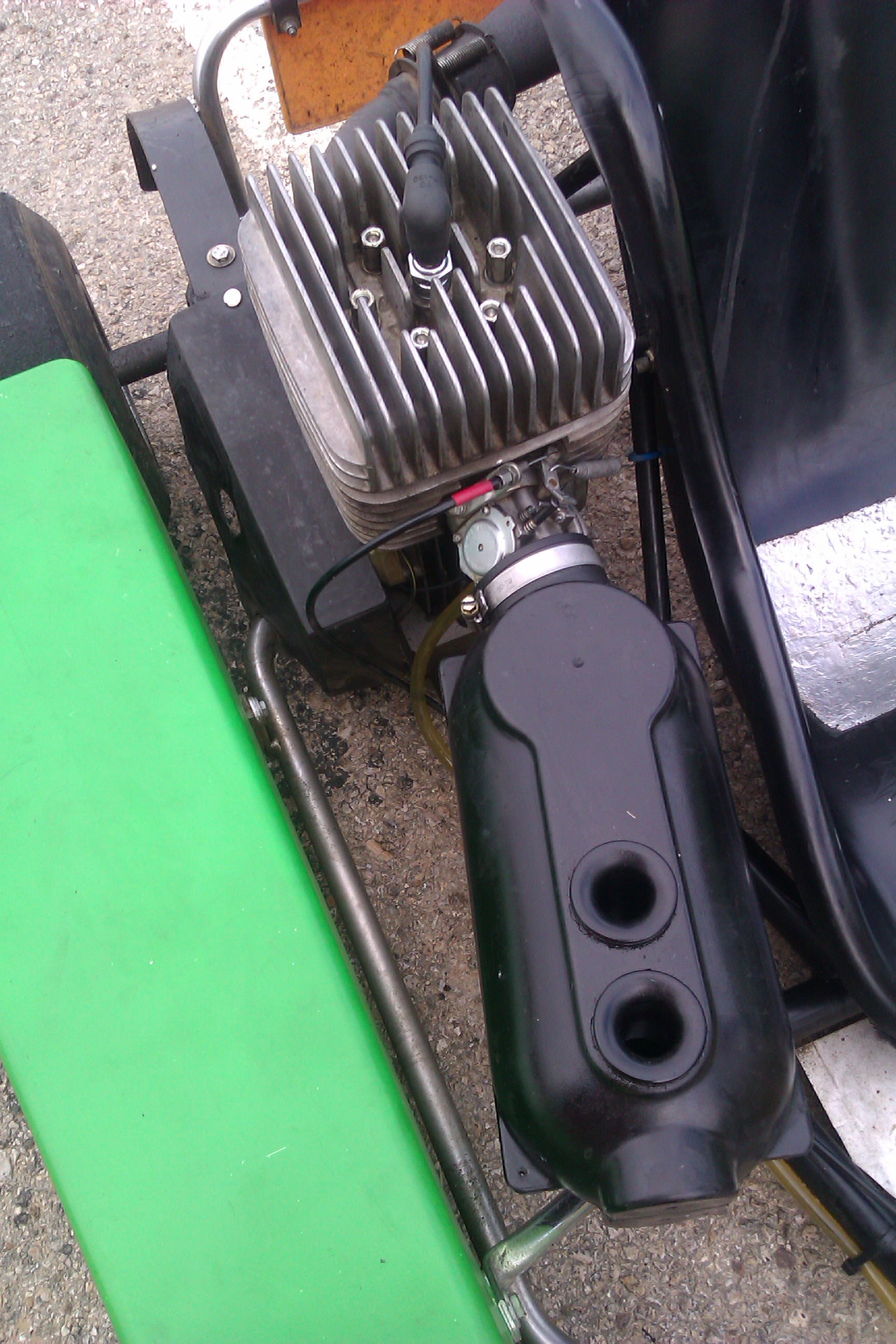
Moteur KT100 avec boite à air reliée par carburateur WB-3A.

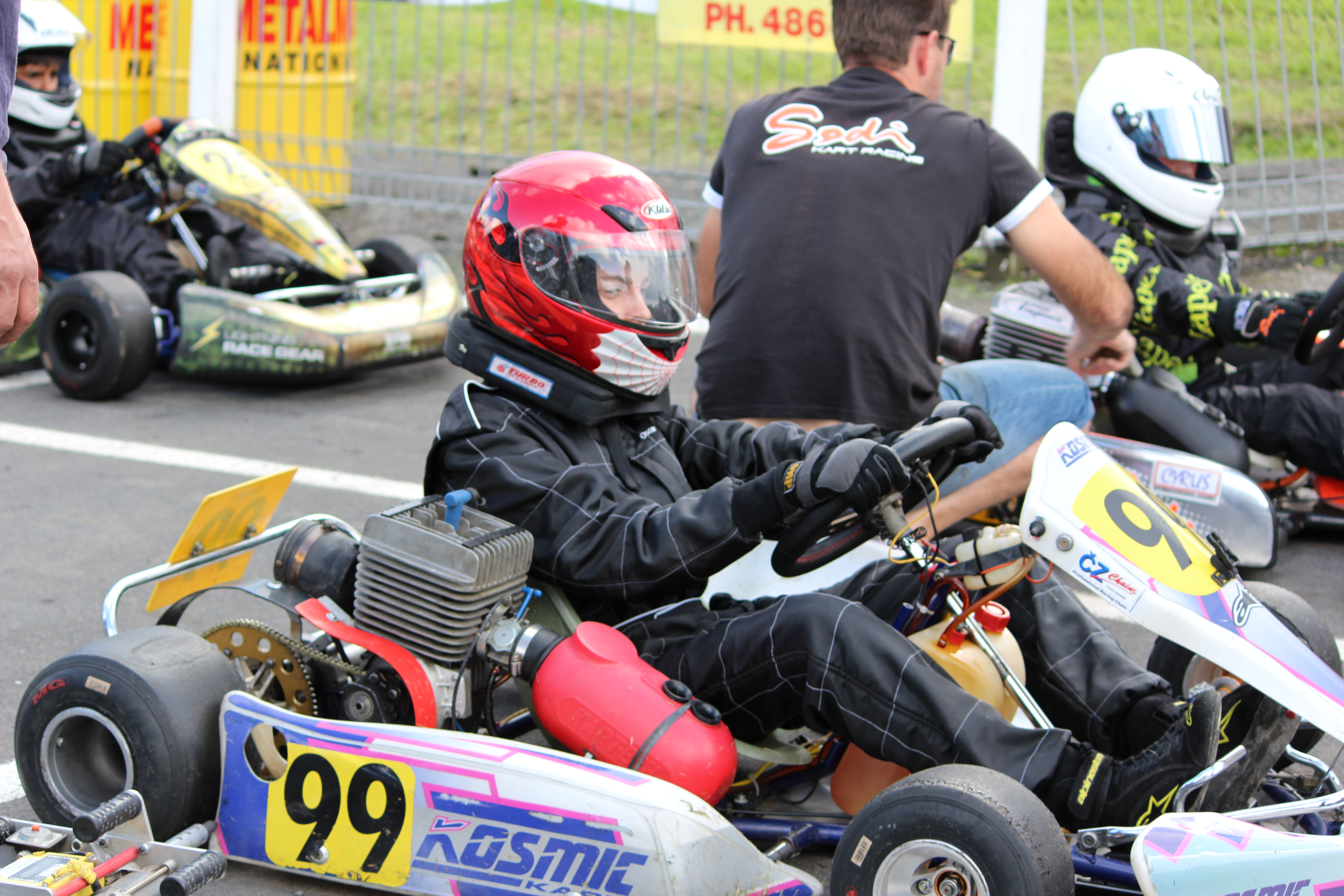
Kart avec moteur KT100 monté sur châssis Kosmic.

Le moteur Yamaha KT100 est un moteur 2 temps construit par Yamaha depuis 1970.
Monocylindre, il est principalement destiné au karting de piste, mais a également été utilisé pour la propulsion d'ultra-légers motorisés.
Il développe une cylindrée de 97,6 cm3.
Ce moteur peut être installé sur plusieurs marques de châssis telles que les CRG, Intrepid, Sodikart, etc. 
Il est refroidi par air, n'a pas de démarreur intégré, ni d'embrayage et se démarre donc en prise directe. Il n'a pas de vitesses. 
Son carburateur est un Walbro WB-3A. 
L'alésage et la course du piston font 52 × 46 mm. Ce moteur est utilisé autant en loisirs qu'en compétition. 
En compétition il concourt dans la catégorie Super. Ce moteur a une puissance de 15 chevaux soit 11 kW à 10 000 tr/min, mais peut monter jusqu'à 17 000 tr/min avec une préparation.